# Arben Imami

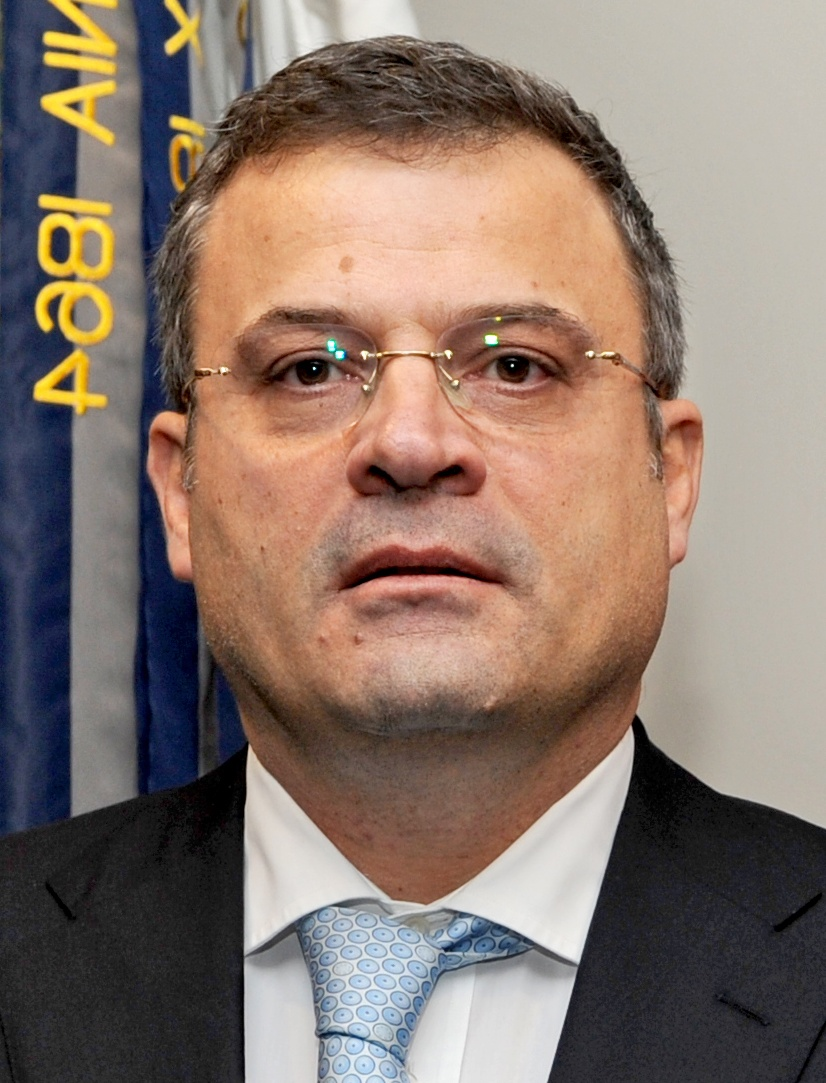
Arben Imami (2009)

Arben Fahri Imami (* 21. Januar 1958 in Tirana) ist ein albanischer Politiker (PD). Zwischen 2009 und 2013 war er Verteidigungsminister im Kabinett Berisha II.

## Leben

### Ausbildung
1981 beendete Arben Imami sein Studium an der Kunsthochschule Instituti i lartë i artëve in Tirana. An der zur Universität der Künste umbenannten Hochschule war er später als Dozent tätig. Zwischen 1999 und 2000 studierte er mit einem Forschungsstipendium an der School of Foreign Service der Georgetown University in Washington, D.C. in den USA.

### Politische Laufbahn
1990/91 beteiligte er sich an den Studenten-Protesten in der Hauptstadt und gehörte zu den Mitbegründern der Demokratischen Partei Albaniens, welcher er bis heute angehört. Bei den Wahlen 1991 wurde Imami ins Kuvendi i Shqipërisë gewählt und wurde Fraktionspräsident seiner Partei.
1992 spalteten sich Arben Imami, Neritan Ceka, Preç Zogaj und andere Mitglieder von der Demokratischen Partei ab und gründeten die Demokratische Allianz (AD). Bei den folgenden Parlamentswahlen in den Jahren 1992, 1996, 1997 und 2001 wurde er jeweils ins Parlament wiedergewählt. Von 1997 bis 1999 war Imami in den sozialistischen Regierungen von Fatos Nano und Pandeli Majko Minister für Rechtsreformen und parlamentarische Beziehungen. In den Jahren 2000 und 2001 war er Justizminister und von 2001 bis 2002 Minister für Kommunalverwaltung und Dezentralisierung unter Ilir Meta.

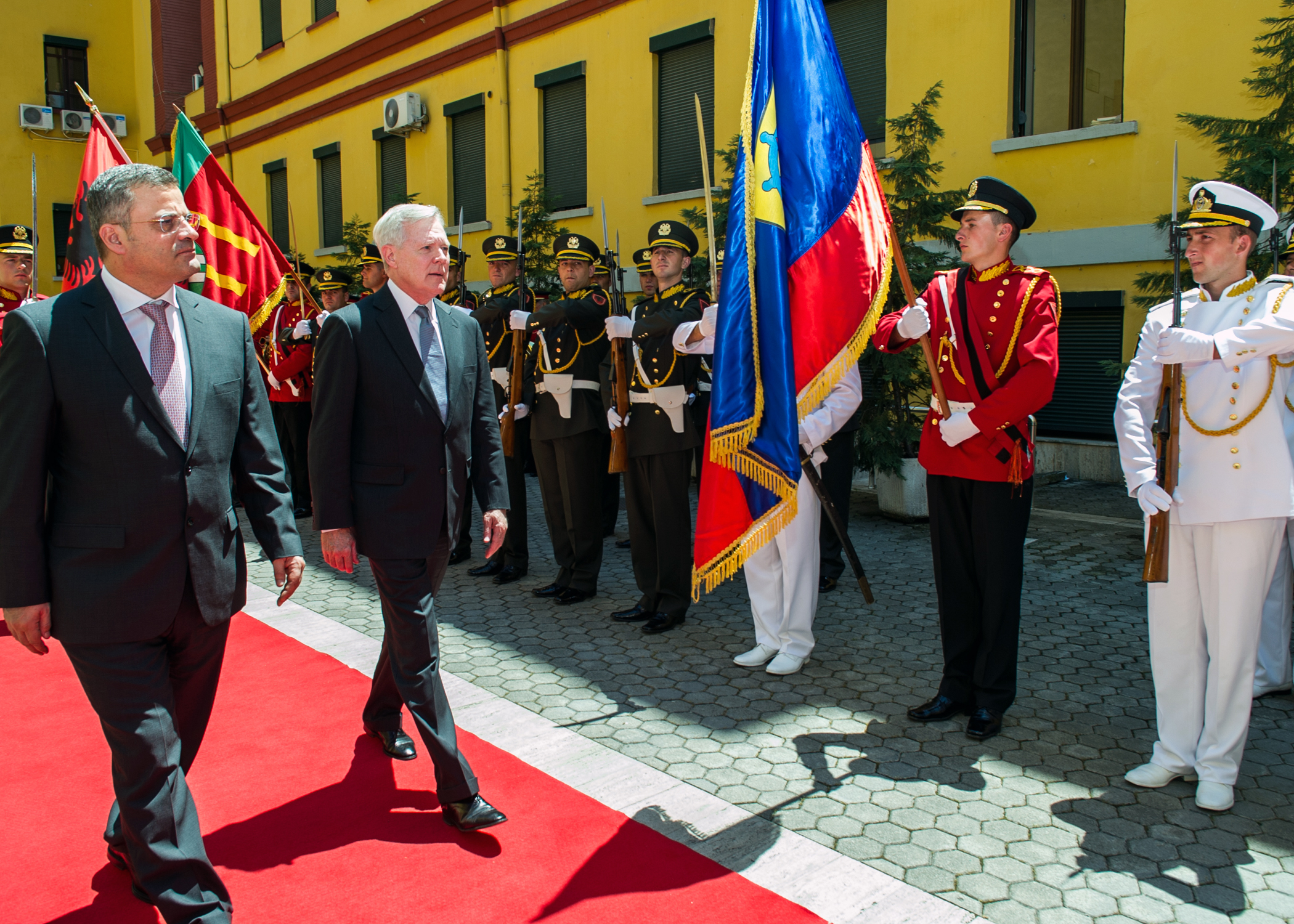
Arben Imami erwartet Ray Mabus bei einem Besuch vor dem albanischen Verteidigungsministerium 2012.

Imami und sein ehemaliger Parteikollege Sali Berisha, Vorsitzender der Demokratischen Partei, hatten wiederholt Unstimmigkeiten und machten sich gegenseitig immer wieder schwere Vorwürfe. Doch 2005 wurde ihr langjähriger Streit beigelegt. Imami verließ die AD und wechselte zurück zur PD. Berisha übertrug Imami den Posten des Kabinettschefs. Im Jahr 2009 wurde Imami für das zweite Kabinett Berishas zum Verteidigungsminister ernannt.
Nach dem Regierungswechsel im September 2013 wurde Mimi Kodheli (PS) Verteidigungsministerin im neuen Kabinett Rama I. Sogleich begann sie mit schweren Vorwürfen an die Adresse Imamis und reichte bis April 2014 insgesamt fünf Klagen bei der Staatsanwaltschaft ein. Ihm werden unter anderem Amtsmissbrauch während eines Wahlkampfes und illegales Abhören vorgeworfen.

## Schauspielkarriere
Imami hat bei zwei Filmproduktionen des Kinostudios Shqipëria e Re mitgespielt: 1979 im Film Ballë për ballë, bei dem Ismail Kadare Produzent war, und 1980 im Film Në çdo stinë mit Anisa Markarian.

## Privates
Imami ist verheiratet und hat zwei Kinder.